# San Fernando (Chile)

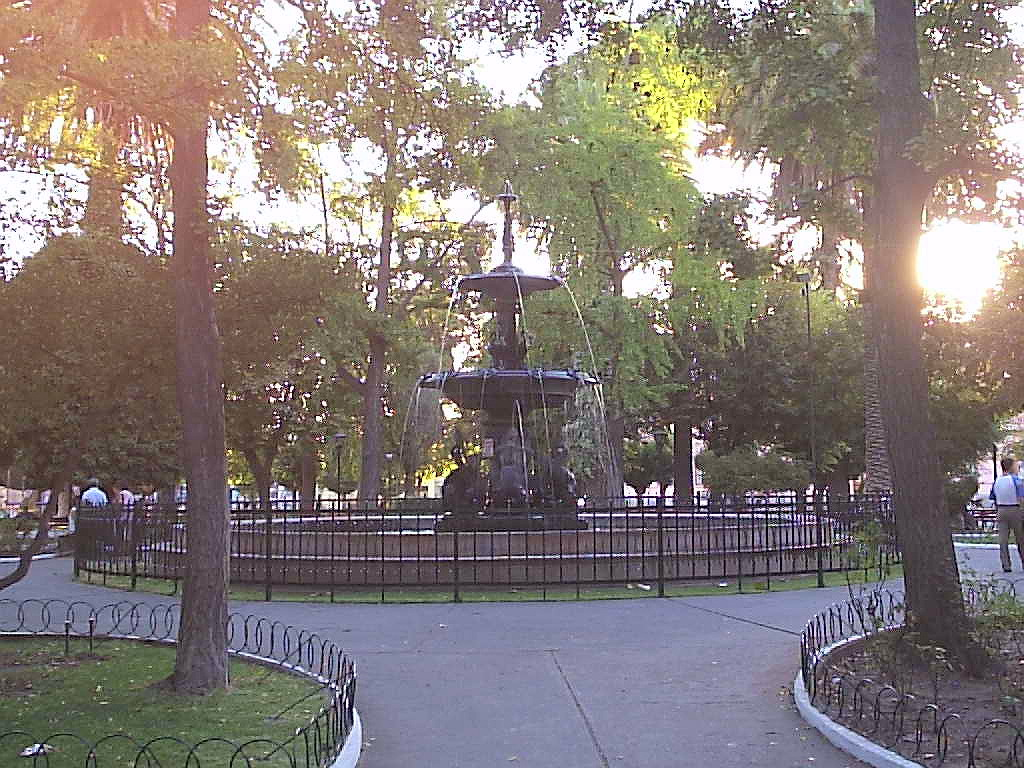
Centralny plac w San Fernando

San Fernando – miasto w Chile, stolica prowincji Colchagua założone w 1742 roku a od 1840 stolica prowincji. Położone w regionie O’Higgins w centralnym Chile. Około 53 tys. mieszkańców.
W mieście rozwinął się przemysł tytoniowy oraz skórzany.